# Championnat d'Europe féminin de hockey sur glace 1995
Navigation
Danemark 1993 Russie 1996
Le quatrième Championnat d'Europe féminin de hockey sur glace a eu lieu du 20 au 25 mars 1995 à Riga en Lettonie. Indépendamment, un Groupe B est organisé au Danemark (27-31 mars 1995)

## Groupe A

### Résultats
| 20 mars 1995 | Suède | 5-0 (2-0, 2-0, 1-0) | Norvège | Riga |

| 20 mars 1995 | Finlande | 13-2 (6-0, 3-2, 4-0) | Allemagne | Riga |

| 20 mars 1995 | Lettonie | 1-3 (0-2, 1-1, 0-0) | Suisse | Riga |

| 21 mars 1995 | Finlande | 12-0 (4-0, 6-0, 2-0) | Norvège | Riga |

| 21 mars 1995 | Suède | 7-0 (1-0, 5-0, 1-0) | Suisse | Riga |

| 21 mars 1995 | Lettonie | 4-5 (1-3, 0-1, 3-1) | Allemagne | Riga |

| 22 mars 1995 | Finlande | 10-0 (2-0, 6-0, 2-0) | Suisse | Riga |

| 22 mars 1995 | Norvège | 5-1 (2-1, 2-0, 1-0) | Allemagne | Riga |

| 22 mars 1995 | Lettonie | 0-8 (0-4, 0-2, 0-2) | Suède | Riga |

| 24 mars 1995 | Suède | 7-1 (2-0, 2-1, 3-0) | Allemagne | Riga |

| 24 mars 1995 | Suisse | 2-0 (0-0, 1-0, 1-0) | Norvège | Riga |

| 24 mars 1995 | Lettonie | 0-17 (0-4, 0-8, 0-5) | Finlande | Riga |

| 25 mars 1995 | Allemagne | 2-6 (0-1, 0-3, 2-2) | Suisse | Riga |

| 25 mars 1995 | Lettonie | 0-2 (0-0, 0-2, 0-0) | Norvège | Riga |

| 25 mars 1995 | Finlande | 9-0 (4-0, 3-0, 2-0) | Suède | Riga |

| Clt   | Équipe    | PJ | V | D | N | BP | BC | Diff | Pts |
| ----- | --------- | -- | - | - | - | -- | -- | ---- | --- |
| +001, | Finlande  | 5  | 5 | 0 | 0 | 61 | 2  | +59  | 10  |
| +002, | Suède     | 5  | 4 | 1 | 0 | 27 | 10 | +17  | 8   |
| +003, | Suisse    | 5  | 3 | 2 | 0 | 11 | 20 | -9   | 6   |
| +004, | Norvège   | 5  | 2 | 3 | 0 | 7  | 20 | -13  | 4   |
| +005, | Allemagne | 5  | 1 | 4 | 0 | 11 | 35 | -24  | 2   |
| +006, | Lettonie  | 5  | 0 | 5 | 0 | 5  | 35 | -30  | 0   |

- Vainqueur du Championnat d'Europe 1995
- Relégué dans le Groupe B 1996

### Bilan
Pour la quatrième fois en autant d'éditions, la Finlande s'impose et la Suède se contente de l'argent. La Suisse s'adjuge le bronze. À peine promue, la Lettonie est reléguée immédiatement dans le Groupe B. La Finlande reçoit également le trophée du fair-play.
- Meilleures joueuses
  - Meilleure gardienne : Patricia Sauter (Suisse)
  - Meilleure défenseure : Gunilla Andersson (Suède)
  - Meilleure attaquante : Sari Krooks (Finlande)
  - Meilleure marqueuse : Hanna-Riikka Nieminen (Finlande), 21 pts (8 buts et 13 aides)

## Groupe B
Il se déroule du 27 au 31 mars 1995 à Odense, Esbjerg et Gentofte au Danemark.

### Premier tour

#### Groupe A
| 27 mars 1995 | Slovaquie | 4-1 (2-0, 0-0, 2-1) | Grande-Bretagne | Odense |

| 27 mars 1995 | Danemark | 6-0 (2-0, 1-0, 3-0) | Pays-Bas | Odense |

| 28 mars 1995 | Slovaquie | 4-4 (1-1, 2-2, 1-1) | Pays-Bas | Odense |

| 28 mars 1995 | Danemark | 14-1 (4-0, 0-0, 10-1) | Grande-Bretagne | Odense |

| 30 mars 1995 | Pays-Bas | 7-2 (4-1, 0-1, 3-0) | Grande-Bretagne | Odense |

| 30 mars 1995 | Danemark | 3-1 (1-0, 2-1, 0-0) | Slovaquie | Odense |

| Clt   | Équipe          | PJ | V | D | N | BP | BC | Diff | Pts |
| ----- | --------------- | -- | - | - | - | -- | -- | ---- | --- |
| +001, | Danemark        | 3  | 3 | 0 | 0 | 23 | 2  | +21  | 6   |
| +002, | Slovaquie       | 3  | 1 | 1 | 1 | 9  | 8  | +1   | 3   |
| +003, | Pays-Bas        | 3  | 1 | 2 | 0 | 11 | 12 | -1   | 2   |
| +003, | Grande-Bretagne | 3  | 0 | 2 | 1 | 4  | 25 | -21  | 1   |

- Qualifié pour la finale
- Qualifié pour le match pour la troisième place

#### Groupe B
| 27 mars 1995 | Russie | 8-1 (3-0, 3-0, 2-1) | Rép. tchèque | Esbjerg |

| 27 mars 1995 | France | 7-1 (2-0, 1-1, 4-0) | Ukraine | Esbjerg |

| 28 mars 1995 | Rép. tchèque | 7-1 (2-1, 4-0, 1-0) | Ukraine | Esbjerg |

| 28 mars 1995 | Russie | 15-0 (8-0, 4-0, 3-0) | France | Esbjerg |

| 30 mars 1995 | France | 2-7 (0-1, 2-4, 0-2) | Rép. tchèque | Esbjerg |

| 30 mars 1995 | Russie | 14-0 (6-0, 2-0, 6-0) | Ukraine | Esbjerg |

| Clt   | Équipe   | PJ | V | D | N | BP | BC | Diff | Pts |
| ----- | -------- | -- | - | - | - | -- | -- | ---- | --- |
| +001, | Russie   | 3  | 3 | 0 | 0 | 37 | 1  | +36  | 6   |
| +002, | Tchéquie | 3  | 2 | 1 | 0 | 15 | 11 | +4   | 4   |
| +003, | France   | 3  | 1 | 2 | 0 | 9  | 23 | -14  | 2   |
| +003, | Ukraine  | 3  | 0 | 3 | 0 | 2  | 28 | -26  | 0   |

- Qualifié pour la finale
- Qualifié pour le match pour la troisième place

### Matchs de classement

#### Match pour la septième place
| 31 mars 1995 | Grande-Bretagne | 2-0 (0-0, 1-0, 1-0) | Ukraine | Esbjerg |

#### Match pour la cinquième place
| 31 mars 1995 | Pays-Bas | 3-4 (1-2, 0-0, 2-2) | France | Esbjerg |

#### Match pour la troisième place
| 31 mars 1995 | Rép. tchèque | 7-1 (3-0, 3-0, 1-1) | Slovaquie | Gentofte |

#### Finale
| 31 mars 1995 | Danemark | 0-4 (0-2, 0-1, 0-1) | Russie | Gentofte |

### Bilan
La Russie est promue dans le Groupe A 1996.
| Clt | Équipe          |
| --- | --------------- |
| 1   | Russie          |
| 2   | Danemark        |
| 3   | Tchéquie        |
| 4   | Slovaquie       |
| 5   | France          |
| 6   | Pays-Bas        |
| 7   | Grande-Bretagne |
| 8   | Ukraine         |

- Meilleure marqueuse : Ekaterina Pashkevich (Russie), 19 pts (5 buts et 14 aides)